# Cyclops
Cyclops è un genere di copepodi della famiglia Cyclopidae.

## Specie
- Cyclops abyssorum (G. O. Sars, 1863)
- Cyclops americanus (Marsh, 1893)
- Cyclops bicuspidatus (Claus, 1857)
- Cyclops bohater (Kozminski, 1933)
- Cyclops canadensis (Einsle, 1988)
- Cyclops columbianus (Lindberg, 1956)
- Cyclops furcifer (Claus, 1857)
- Cyclops gracilis (Lilljeborg, 1853)
- Cyclops haueri (Kiefer, 1931)
- Cyclops insignis (Claus, 1857)
- Cyclops kolensis (Lilljeborg, 1901)
- Cyclops lacustris (Sars, 1863)
- Cyclops laurenticus (Lindberg, 1956)
- Cyclops navus (Herrick, 1882)
- Cyclops ohridanus (Kieffer, 1832)
- Cyclops scutifer (G. O. Sars, 1863)
- Cyclops strengus (Fischer, 1851)
- Cyclops strenuus (Fischer, 1851)
- Cyclops varicans (G. O. Sars, 1863)
- Cyclops vernalis (Fischer, 1853)
- Cyclops vicinus (Ulyanin, 1875)
- Cyclops viridis (Jurine, 1820)

## Ciclops nei cartoni animati
Sheldon J. Plankton, personaggio della serie animata SpongeBob, è un Cyclops.